# Kati Jagnow

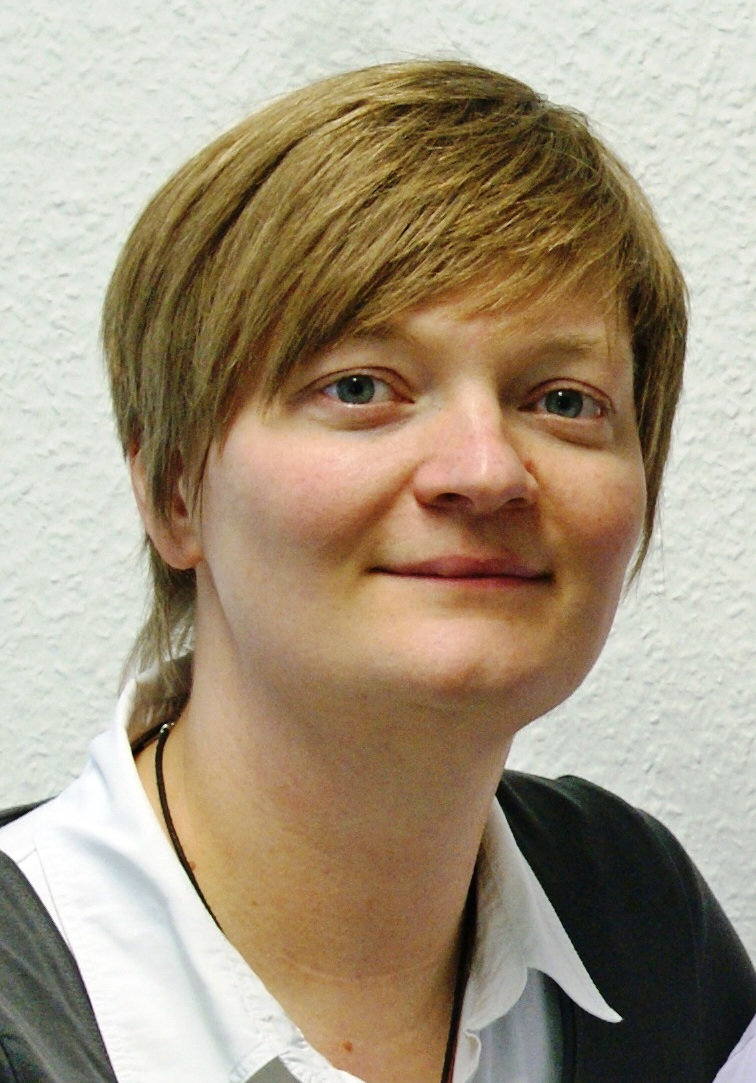
Kati Jagnow (2022)

Kati Jagnow (* 1977 in Pasewalk) ist eine deutsche Ingenieurin im Fachbereich der Versorgungstechnik. Seit 2014 ist sie Professorin für Energiekonzepte und Anlagenoptimierung an der Hochschule Magdeburg-Stendal.

## Werdegang
Jagnow wuchs in Potsdam auf. Sie schloss ihre Schulausbildung 1996 mit dem Abitur ab und studierte anschließend von 1997 bis 2001 an der Fachhochschule Braunschweig/Wolfenbüttel. An der heutigen Ostfalia Hochschule war sie für Technische Gebäudeausrüstung immatrikuliert und schrieb ihre Diplomarbeit in Göttingen zu dem Thema Energiekonzept Saline Luisenhall. Ihre Promotion absolvierte sie extern an der Universität Dortmund von 2001 bis 2004, das Thema stammte aus der Fakultät Bauingenieurwesen und lautet Verfahren zur energetischen und wirtschaftlichen Bewertung von Qualitätssicherung in der Heizungstechnik. Im Anschluss war sie bis 2003 als wissenschaftliche Mitarbeiterin am Trainings- und Weiterbildungszentrum Wolfenbüttel e. V. an der Fachhochschule Braunschweig/Wolfenbüttel (heute Ostfalia Hochschule) tätig. Der Schwerpunkt ihrer Tätigkeit lag auf der Ausbildung von Energieberatern. 
Seit 2004 ist Jagnow mit einem Ingenieurbüro in Braunschweig selbstständig. Ihre Schwerpunkte liegen dabei auf der Begleitung von Messprojekten zur Evaluierung von Modernisierungsmaßnahmen und Technikeffizienz, der Qualitätssicherung für Anlagentechnik, der Erstellung von Energiegutachten und Optimierungskonzepten sowie der Qualifizierung von Energieberatern in verschiedene Einrichtungen. 
Von 2010 bis 2013 arbeitete Jagnow neben ihrem Ingenieurbüro als Vertretungsprofessorin an der Hochschule Magdeburg-Stendal im Fachbereich Bauwesen. Im Jahr 2014 wurde sie als Professorin für Energiekonzepte und Anlagenoptimierung in den Fachbereich Wasser, Umwelt, Bau und Sicherheit der Hochschule berufen.

## Mitgliedschaften
Seit 1999 ist Jagnow Mitglied des VDI. Derzeit arbeitet sie im Arbeitskreis VDI 3807 Verbrauchskennwerte für Gebäude. Ein Jahr später begann sie an den Normen zur EnEV und den EU-Gebäuderichtlinien (DIN EN 12831, DIN V 4701-10, DIN V 18599: Teil 1, Beiblätter 1, 2, 3) mitzuwirken.

## Preise und Auszeichnungen
- 2014: Lehrpreis der Hochschule Magdeburg-Stendal[3]

## Publikationen
- mit Stefan Horschler und Dieter Wolff: Die neue Energieeinsparungsverordnung 2002: Kosten- und verbrauchsoptimierte Gesamtlösungen. Fachverlag Deutscher Wirtschaftsdienst, Köln 2002, ISBN 978-3871564994.
- Verfahren zur energetischen und wirtschaftlichen Bewertung von Qualitätssicherungsmaßnahmen in der Heizungsanlagentechnik. Westarp BoD 2004, ISBN 978-3937343891.
- mit Stefan Horschler: Planungs- und Ausführungshandbuch zur neuen EnEV: Umfassende Darstellung mit Projektbeispielen Mit den aktuellen Neuerungen in EnEV, DIN 4108-2, DIN V 4108-6, DIN 4108 Bbl 2, DIN EN ISO 6946 (Bauwerk). Beuth Verlag, Berlin 2004, ISBN 978-3410217152.
- mit Dieter Wolff: Modernisierungskonzept für ein Mehrfamilienhaus in Braunschweig: Ein Energieberatungsbericht mit Kommentar. BoD 2007, ISBN 978-3833492501.
- mit Lutz Dorsch: Erstellung einer Dokumentationsrichtlinie für Berechnungen nach der DIN V 18599 sowie Anwendung dieser Richtlinie auf Beispielprojekte – unter Berücksichtigung der Prüfbarkeit von Energieausweisen nach der EU Gebäuderichtlinie. Reihe: Forschungsinitiative Zukunft Bau. Fraunhofer IRB Verlag, Stuttgart 2014, ISBN 978-3816792369.
- mit Steffen Henning: Anwendungsleitfaden zur DIN V 18599: Erklärungen zur strukturierten Vorgehensweise bei der energetischen Gebäudebilanzierung. BoD 2016, ISBN 978-3842370890.
- mit Dieter Wolff und Rüdiger Becker: Neuerkerode 2050: Immobilienentwicklung und Modernisierung der Energieversorgung in einer Sozialeinrichtung. Westarp BoD 2016, ISBN 978-3864604683.
- mit Lutz Dorsch: Einheitliche Dokumentation der Gesamt- und Zwischenergebnisse der Energiebilanz nach DIN V 18599: Abschlussbericht. Reihe: Bauforschung. Fraunhofer IRB Verlag, Stuttgart 2020, ISBN 978-3738805284.